# Bitwa pod Coamo
Bitwa pod Coamo – jedna z bitew wojny amerykańsko-hiszpańskiej, stoczona 9 sierpnia 1898 pod Coamo na wyspie Portoryko.

## Przed bitwą
Zanim Amerykanie wylądowali na Portoryko pod Guánicą 25 lipca 1898, hiszpański dowódca – podpułkownik Rafael Martínez Illescas wycofał swe oddziały do położonego w głębi lądu Coamo. Przybywszy na miejsce, Hiszpanie rozpoczęli budowę okopów. Po zlokalizowaniu pozycji hiszpańskich, nocą 8 sierpnia dowódca amerykański, generał major James H. Wilson rozkazał 16 Ochotniczemu Pułkowi Pensylwanii okrążyć siły wroga. Główne siły miały za zadanie zająć swe pozycje następnego dnia tuż po świcie, by odciąć obrońców od ich linii komunikacyjnych. Zadaniem kompanii C Ochotniczego Pułku Kawalerii Nowego Jorku, dowodzonej przez kpt. Bertrama T. Claytona, była osłona prawej flanki wojsk amerykańskich przed możliwym atakiem Hiszpanów, którzy według informacji Amerykanów mieli znajdować się w pobliskim Baños de Coamo.

## Przebieg bitwy
9 sierpnia nad ranem Amerykanie rozpoczęli ostrzał artyleryjski stanowisk hiszpańskich. Pod osłoną artylerii do natarcia ruszyły 2 i 3 Ochotnicze Pułki Wisconsin. Ppłk Martínez rozkazał większości podległych mu wojsk wycofanie się na wschód w kierunku Aibonito, sam natomiast z resztą sił zajął pozycje na zachód od Coamo, mając w zamiarze opóźnienie marszu Amerykanów. W godzinach nocnych na Coamo uderzył od północnego wschodu 16 Ochotniczy Pułk Pensylwanii, oskrzydlając Hiszpanów i tym samym realizując wcześniejsze zamierzenia. Ukrywający się żołnierze hiszpańscy zostali zaskoczeni przez przeciwnika i po trwającej około godzinę wymianie ognia, w trakcie której zginął Martínez, poddali się. W tym samym czasie załamały się hiszpańskie linie na zachodzie i Amerykanie wkroczyli do miasta. Do miasta przybyła po powrocie z Baños de Coamo również kawaleria Claytona, która ruszyła w pościg za wycofującymi się Hiszpanami, została jednak zatrzymana pod Aibonito przez ogień hiszpańskiej artylerii. Bitwa zakończyła się zdecydowanym zwycięstwem Amerykanów; zabili 5 Hiszpanów, ranili 8, a do niewoli wzięli 167, przy stratach własnych wynoszących 1 zabitego i 6 rannych.